# Den Røde Plads
 Denne artikel omhandler Den Røde Plads i Moskva. For pladsen af samme navn på Nørrebro i København, se Den Røde Plads (Nørrebro).
Den Røde Plads (russisk: Красная площадь, tr. Krasnaja plosjtjad) er den centrale plads i Ruslands hovedstad Moskva, der blev brugt til store militærparader i sovjettiden og huser Kreml. Den Røde Plads blev optaget på UNESCOs verdensarvsliste i 1991 i henhold til kriterierne i, ii, iv, vi
På Kremlmurens nekropolis er blandt andre Leonid Bresjnevs, Josef Stalins, Maxim Gorkijs og Jurij Gagarins urner indsat.
Den 28. maj 1987 blev den dengang 19-årige tyske pilot Mathias Rust verdenskendt, da han landede med sit Cessna-fly på den Røde Plads.

## Navn
Pladsens navn skyldes at красный foruden "rød" også betyder "smuk" eller "skøn" – denne betydning, som er gledet ud af russisk, blev brugt om Vasilij-katedralen og blev siden benyttet om den foranliggende plads. Spekulationer om kobling til Kremls røde mure eller kommunismen kan således betragtes som folkeetymologier.

## Bygninger
Hver for sig er også de enkelte bygninger ved pladsen noget særligt. En af disse er Lenins mausoleum, hvor den balsamerede krop af Vladimir Iljitj Lenin, grundlæggeren af Sovjetunionen, ligger til udstilling. Nærved er Vasilij-katedralen med de mange løgkupler og også paladserne og katedralerne i Kreml. Ved den østlige side af pladsen ligger stormagasinet GUM, og ved siden af ligger den restaurerede Kazankatedral. Den nordlige side er optaget af det Statslige Historiske museum, hvis profil spejler Kremls tårne. Den eneste skulptur på pladsen er en bronzestatue af Kuzma Minin og Dmitry Pozharsky, der hjalp med at redde Moskva fra en polsk invasion i 1612, under Forvirringens tid i Rusland. Nærved er den såkaldte Lobnoye Mesto, en rund platform, hvor der foregår offentlige ceremonier. Pladsen er ca. 330x70m.

## Ekstern henvisning
- Wikimedia Commons har flere filer relateret til Den Røde Plads

55°45′15″N 37°37′12″Ø / 55.754166666667°N 37.62°Ø